# (1080) Orchis
(1080) Orchis – planetoida z pasa głównego asteroid okrążająca Słońce w ciągu 3 lat i 279 dni w średniej odległości 2,42 au. Została odkryta 30 sierpnia 1927 roku w Landessternwarte Heidelberg-Königstuhl w Heidelbergu przez Karla Reinmutha. Nazwa planetoidy pochodzi od łacińskiej nazwy storczyków. Przed nadaniem nazwy planetoida nosiła oznaczenie tymczasowe (1080) 1927 QB.
Pierwsza prawdopodobna obserwacja planetoidy miała miejsce już w 1906 roku jako A906 BH. Jej ponowne odkrycie stało się pierwowzorem dla opisu przez Antoine’a de Saint-Exupéry’ego planety „Małego Księcia” znanej w tym utworze jako B-612.